# Liste des titres musicaux numéro un en Allemagne en 1989
Cette page liste les titres numéro un dans les meilleures ventes de disques en Allemagne pour l'année 1989 selon Media Control Charts. 
Les classements sont issus des 100 meilleures ventes de singles et des 100 meilleures ventes d'albums. Ils se déroulent du vendredi au jeudi, et sont publiés le mardi par l'industrie musicale allemande.

## Classement des singles
| №  | Date          | Artiste                         | Titre                               |
| -- | ------------- | ------------------------------- | ----------------------------------- |
| 1  | 6 janvier     | Bobby McFerrin                  | Don't Worry, Be Happy               |
| 2  | 13 janvier    | Robin Beck                      | First Time                          |
| 3  | 20 janvier    | Robin Beck                      | First Time                          |
| 4  | 27 janvier    | Robin Beck                      | First Time                          |
| 5  | 3 février     | Robin Beck                      | First Time                          |
| 6  | 10 février    | Robin Beck                      | First Time                          |
| 7  | 17 février    | Robin Beck                      | First Time                          |
| 8  | 24 février    | Robin Beck                      | First Time                          |
| 9  | 3 mars        | Marc Almond & Gene Pitney       | Something’s Gotten Hold of My Heart |
| 10 | 10 mars       | Marc Almond & Gene Pitney       | Something’s Gotten Hold of My Heart |
| 11 | 17 mars       | Marc Almond & Gene Pitney       | Something’s Gotten Hold of My Heart |
| 12 | 24 mars       | Marc Almond & Gene Pitney       | Something’s Gotten Hold of My Heart |
| 13 | 31 mars       | David Hasselhoff                | Looking for Freedom                 |
| 14 | 7 avril       | David Hasselhoff                | Looking for Freedom                 |
| 15 | 14 avril      | David Hasselhoff                | Looking for Freedom                 |
| 16 | 21 avril      | David Hasselhoff                | Looking for Freedom                 |
| 17 | 28 avril      | David Hasselhoff                | Looking for Freedom                 |
| 18 | 5 mai         | David Hasselhoff                | Looking for Freedom                 |
| 19 | 12 mai        | David Hasselhoff                | Looking for Freedom                 |
| 20 | 19 mai        | David Hasselhoff                | Looking for Freedom                 |
| 21 | 26 mai        | Roxette                         | The Look                            |
| 22 | 2 juin        | Roxette                         | The Look                            |
| 23 | 9 juin        | Roxette                         | The Look                            |
| 24 | 16 juin       | Roxette                         | The Look                            |
| 25 | 23 juin       | Roxette                         | The Look                            |
| 26 | 30 juin       | Mysterious Art                  | Das Omen (Teil 1)                   |
| 27 | 7 juillet     | Mysterious Art                  | Das Omen (Teil 1)                   |
| 28 | 14 juillet    | Mysterious Art                  | Das Omen (Teil 1)                   |
| 29 | 21 juillet    | Mysterious Art                  | Das Omen (Teil 1)                   |
| 30 | 28 juillet    | Mysterious Art                  | Das Omen (Teil 1)                   |
| 31 | 4 août        | Mysterious Art                  | Das Omen (Teil 1)                   |
| 32 | 11 août       | Mysterious Art                  | Das Omen (Teil 1)                   |
| 33 | 18 août       | Mysterious Art                  | Das Omen (Teil 1)                   |
| 34 | 25 août       | Mysterious Art                  | Das Omen (Teil 1)                   |
| 35 | 1er septembre | Jive Bunny and the Mastermixers | Swing the Mood                      |
| 36 | 8 septembre   | Jive Bunny and the Mastermixers | Swing the Mood                      |
| 37 | 15 septembre  | Jive Bunny and the Mastermixers | Swing the Mood                      |
| 38 | 22 septembre  | Kaoma                           | Lambada                             |
| 39 | 29 septembre  | Kaoma                           | Lambada                             |
| 40 | 6 octobre     | Kaoma                           | Lambada                             |
| 41 | 13 octobre    | Kaoma                           | Lambada                             |
| 42 | 20 octobre    | Kaoma                           | Lambada                             |
| 43 | 27 octobre    | Kaoma                           | Lambada                             |
| 44 | 3 novembre    | Kaoma                           | Lambada                             |
| 45 | 10 novembre   | Kaoma                           | Lambada                             |
| 46 | 17 novembre   | Kaoma                           | Lambada                             |
| 47 | 24 novembre   | Kaoma                           | Lambada                             |
| 48 | 1er décembre  | Phil Collins                    | Another Day in Paradise             |
| 49 | 8 décembre    | Phil Collins                    | Another Day in Paradise             |
| 50 | 15 décembre   | Phil Collins                    | Another Day in Paradise             |
| 51 | 22 décembre   | Phil Collins                    | Another Day in Paradise             |
| 52 | 29 décembre   | Phil Collins                    | Another Day in Paradise             |

## Classement des albums
| №  | Date          | Artiste                         | Titre                 |
| -- | ------------- | ------------------------------- | --------------------- |
| 1  | 6 janvier     | Orchestre symphonique de Munich | Pop Goes Classic      |
| 2  | 13 janvier    | Orchestre symphonique de Munich | Pop Goes Classic      |
| 3  | 20 janvier    | Tanita Tikaram                  | Ancient Heart         |
| 4  | 27 janvier    | Tanita Tikaram                  | Ancient Heart         |
| 5  | 3 février     | Tanita Tikaram                  | Ancient Heart         |
| 6  | 10 février    | Tanita Tikaram                  | Ancient Heart         |
| 7  | 17 février    | Tanita Tikaram                  | Ancient Heart         |
| 8  | 24 février    | Tanita Tikaram                  | Ancient Heart         |
| 9  | 3 mars        | Tanita Tikaram                  | Ancient Heart         |
| 10 | 10 mars       | Tanita Tikaram                  | Ancient Heart         |
| 11 | 17 mars       | Tanita Tikaram                  | Ancient Heart         |
| 12 | 24 mars       | Tanita Tikaram                  | Ancient Heart         |
| 13 | 31 mars       | Tanita Tikaram                  | Ancient Heart         |
| 14 | 7 avril       | Tanita Tikaram                  | Ancient Heart         |
| 15 | 14 avril      | Madonna                         | Like a Prayer         |
| 16 | 21 avril      | Madonna                         | Like a Prayer         |
| 17 | 28 avril      | Madonna                         | Like a Prayer         |
| 18 | 5 mai         | Madonna                         | Like a Prayer         |
| 19 | 12 mai        | Simple Minds                    | Street Fighting Years |
| 20 | 19 mai        | Simple Minds                    | Street Fighting Years |
| 21 | 26 mai        | Simple Minds                    | Street Fighting Years |
| 22 | 2 juin        | Simple Minds                    | Street Fighting Years |
| 23 | 9 juin        | Simple Minds                    | Street Fighting Years |
| 24 | 16 juin       | Simple Minds                    | Street Fighting Years |
| 25 | 23 juin       | Simple Minds                    | Street Fighting Years |
| 26 | 30 juin       | Queen                           | The Miracle           |
| 27 | 7 juillet     | Simple Minds                    | Street Fighting Years |
| 28 | 14 juillet    | Queen                           | The Miracle           |
| 29 | 21 juillet    | Queen                           | The Miracle           |
| 30 | 28 juillet    | Queen                           | The Miracle           |
| 31 | 4 août        | Queen                           | The Miracle           |
| 32 | 11 août       | Queen                           | The Miracle           |
| 33 | 18 août       | Mike Oldfield                   | Earth Moving          |
| 34 | 25 août       | Mike Oldfield                   | Earth Moving          |
| 35 | 1er septembre | Mike Oldfield                   | Earth Moving          |
| 36 | 8 septembre   | Westernhagen                    | Halleluja             |
| 37 | 15 septembre  | Westernhagen                    | Halleluja             |
| 38 | 22 septembre  | Westernhagen                    | Halleluja             |
| 39 | 29 septembre  | Tina Turner                     | Foreign Affair        |
| 40 | 6 octobre     | Tina Turner                     | Foreign Affair        |
| 41 | 13 octobre    | Tina Turner                     | Foreign Affair        |
| 42 | 20 octobre    | Tina Turner                     | Foreign Affair        |
| 43 | 27 octobre    | Peter Maffay                    | Kein Weg zu weit      |
| 44 | 3 novembre    | Tracy Chapman                   | Crossroads            |
| 45 | 10 novembre   | Tracy Chapman                   | Crossroads            |
| 46 | 17 novembre   | Tracy Chapman                   | Crossroads            |
| 47 | 24 novembre   | Tracy Chapman                   | Crossroads            |
| 48 | 1er décembre  | Phil Collins                    | ...But Seriously      |
| 49 | 8 décembre    | Phil Collins                    | ...But Seriously      |
| 50 | 15 décembre   | Phil Collins                    | ...But Seriously      |
| 51 | 22 décembre   | Phil Collins                    | ...But Seriously      |
| 52 | 29 décembre   | Phil Collins                    | ...But Seriously      |

## Hit-Parade des singles
1. David Hasselhoff – Looking for Freedom
2. Mysterious Art – Das Omen (Teil 1)
3. Robin Beck  – The First Time
4. Roxette – The Look
5. Kaoma – Lambada
6. Madonna – Like a Prayer
7. Jive Bunny and the Mastermixers – Swing the Mood
8. Fine Young Cannibals – She Drives Me Crazy
9. Soulsister – The Way to Your Heart
10. Bobby McFerrin – Don't Worry, Be Happy
11. Marc Almond & Gene Pitney – Something’s Gotten Hold of My Heart
12. The Cure – Lullaby
13. Holly Johnson – Americanos
14. Lil Louis – French Kiss
15. The Bangles – Eternal Flame
16. Tanita Tikaram – Twist in My Sobriety
17. Paula Abdul – Straight Up
18. Camouflage – Love Is a Shield
19. Simple Minds – Belfast Child (Ballad of the Streets)
20. Enya – Orinoco Flow